# Контвиг

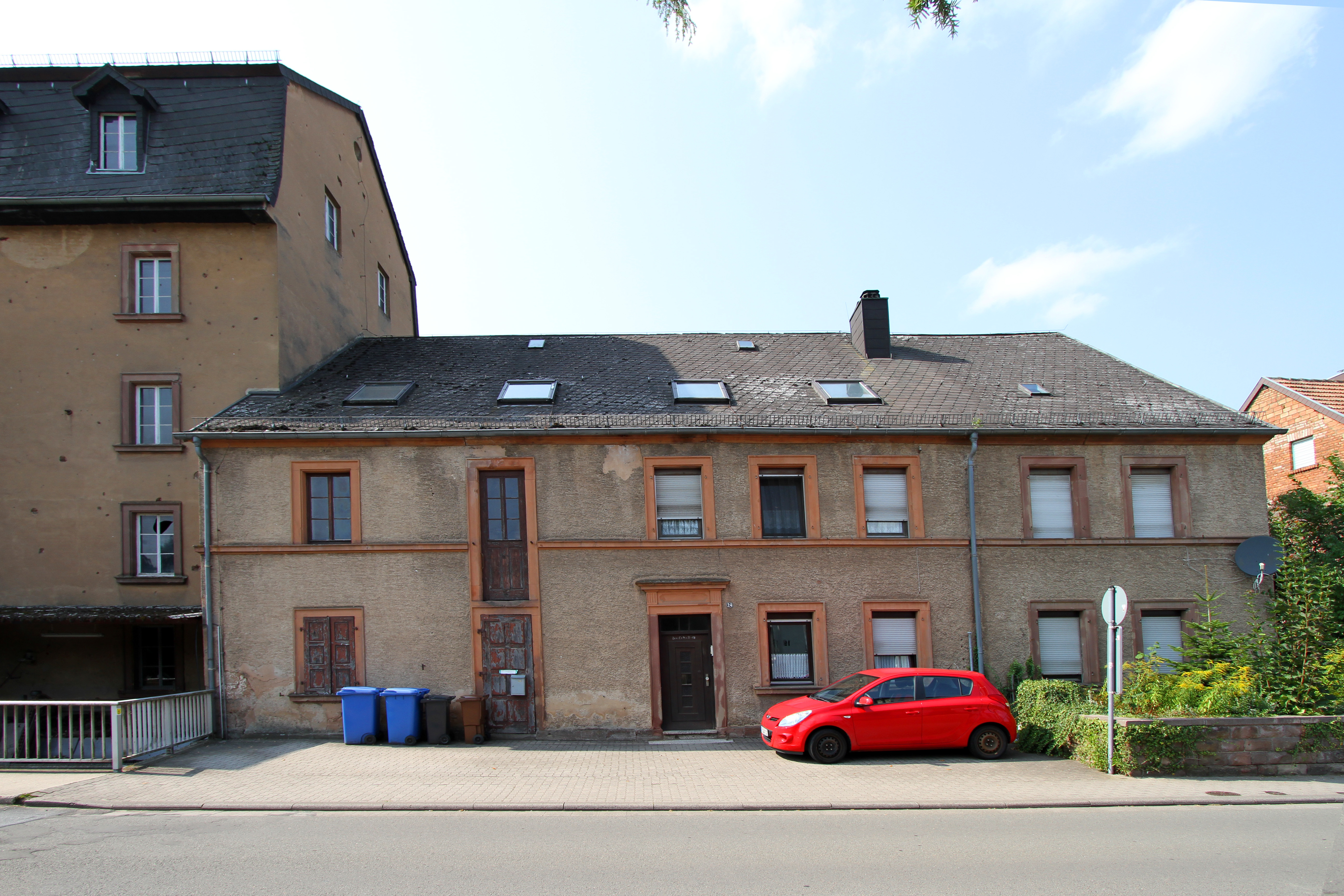

Контвиг (нем. Contwig) — коммуна в Германии, в земле Рейнланд-Пфальц. 
Входит в состав района Юго-западный Пфальц. Подчиняется управлению Цвайбрюккен-Ланд.  Население составляет 4871 человек (на 31 декабря 2010 года). Занимает площадь 24,74 км².